# Stromateus
Stromateus – rodzaj ryb z rodziny żuwakowatych (Stromateidae).

## Klasyfikacja
Gatunki zaliczane do tego rodzaju:
- Stromateus brasiliensis Fowler, 1906
- Stromateus fiatola Linnaeus, 1758
- Stromateus stellatus Cuvier, 1829